# Výběžek

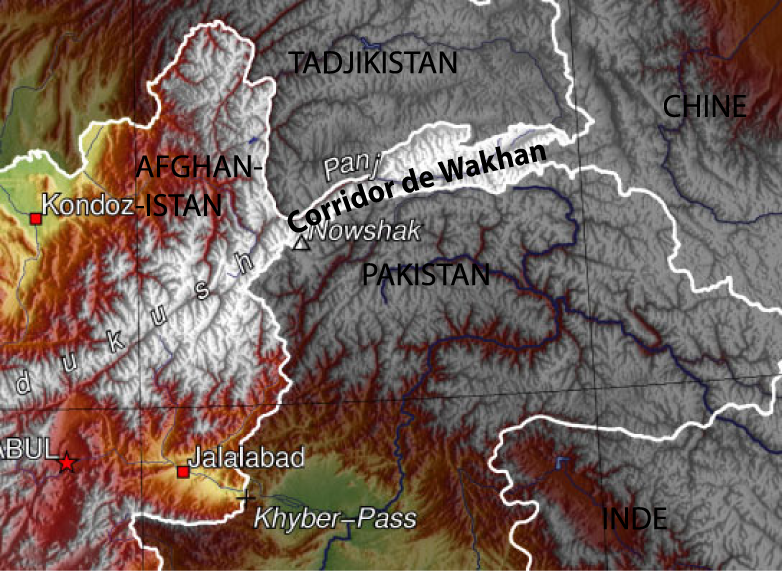
Vachánský koridor na mapě Afghánistánu

Výběžek je české označení pro dlouhý a úzký pruh státního území, obklopený územím jiných států nebo statoidů. Část hranice výběžku může tvořit mořské pobřeží (jako v případě jihovýchodního výběžku Aljašky; nikoli však většinu, pak už by se jednalo o poloostrov. Tato nápadná nepravidelnost hranic bývá způsobena přírodními útvary (řeka, vysoké pohoří), ale častěji vzniká z etnických nebo geostrategických příčin, mnohdy jde o pozůstatky koloniálního dělení světa u zeleného stolu.

## Seznam výběžků

### Státy
| Vlajka          | Země                 | Název výběžku                               | Hraniční země                               |
| --------------- | -------------------- | ------------------------------------------- | ------------------------------------------- |
| Afghánistán     | Afghánistán          | Vachánský koridor                           | Čína, Pákistán, Tádžikistán                 |
| Argentina       | Argentina            | Misiones                                    | Brazílie, Paraguay                          |
| Česko           | Česko                | Ašský výběžek                               | Německo                                     |
| Česko           | Česko                | Dyjský trojúhelník                          | Rakousko, Slovensko                         |
| Česko           | Česko                | Frýdlantský výběžek                         | Polsko                                      |
| Česko           | Česko                | Javornický výběžek                          | Polsko                                      |
| Česko           | Česko                | Osoblažský výběžek                          | Polsko                                      |
| Česko           | Česko                | Šluknovský výběžek                          | Německo                                     |
| Finsko          | Finsko               | Enontekiö                                   | Norsko, Švédsko                             |
| Francie         | Francie              | Pointe de Givet                             | Belgie                                      |
| Indie           | Indie                | Sikkim                                      | Bhútán, Čína, Nepál                         |
| Itálie          | Itálie               | okolí města Terst                           | Slovinsko                                   |
| Izrael          | Izrael               | Galilejský palec                            | Libanon, Sýrie                              |
| Kyrgyzstán      | Kyrgyzstán           | Provincie Batken                            | Tádžikistán, Uzbekistán                     |
| Mosambik        | Mosambik             | Provincie Tete                              | Malawi, Zambie, Zimbabwe                    |
| Myanmar (Barma) | Myanmar              | Tenasserim                                  | Thajsko                                     |
| Namibie         | Namibie              | Capriviho pruh                              | Angola, Botswana, Zambie                    |
| Nizozemsko      | Nizozemsko           | jižní Limburg                               | Belgie, Německo                             |
| Polsko          | Polsko               | Hlubčický výběžek                           | Česko                                       |
| Polsko          | Polsko               | Kladsko                                     | Česko                                       |
| Polsko          | Polsko               | Turoszowský výběžek (okolí města Bogatynia) | Česko, Německo                              |
| Rakousko        | Rakousko             | Vorarlbersko a Severní Tyrolsko             | Itálie, Lichtenštejnsko, Německo, Švýcarsko |
| Rusko           | Rusko                | Saatská bota                                | Estonsko                                    |
| Senegal         | Senegal              | Casamance                                   | Gambie, Guinea Bissau                       |
| Turecko         | Turecko              | Hatay                                       | Sýrie                                       |
| Ukrajina        | Ukrajina             | Budžak                                      | Moldavsko, Rumunsko                         |
| Palestina       | Západní břeh Jordánu | Latrunský výběžek                           | Izrael                                      |

### Statoidy
- Belgie — jižní část města Brusel tvoří úzký koridor v rámci Bruselského regionu
- Francie — severní část departementu Meurthe-et-Moselle, jehož mapa připomíná husu s hlavou na dlouhém krku
- Kanada — okres Madawaska County na severozápadě provincie Nový Brunšvik

## Panhandle

Americké panhandles

V USA se pro výběžky tradičně používá termín panhandle (držadlo pánvičky).
- Alaska Panhandle (91 007 km²)
- Connecticut Panhandle (249 km²)
- Florida Panhandle (29 277 km²)
- Idaho Panhandle (54 423 km²)
- Nebraska Panhandle (36 928 km²)
- Oklahoma Panhandle (14 729 km²)
- Texas Panhandle (66 884 km²)
- Západní Maryland (5 682 km²)
- Západní Virginie má dva výrazné výběžky, severní o rozloze 1 560 km² a východní o rozloze 9 060 km².

Město Panhandle (Texas) dostalo své jméno podle polohy v oblasti Texas Panhandle.